# Oenopota sarsii
Oenopota sarsii är en snäckart som först beskrevs av Addison Emery Verrill 1880.  Oenopota sarsii ingår i släktet Oenopota och familjen kägelsnäckor. Inga underarter finns listade i Catalogue of Life.